# Crack (film)
Crack è un film del 1991 diretto da Giulio Base.

## Trama
Le vicende di alcuni giovani si intrecciano in una palestra di pugilato: Michele, dotato ma di carattere indolente e fa uso di droga, Francesco, ragazzo timido e solitario, Rodolfo, ragazzo serio e considerato il migliore pugile, fratello di Sascia, ragazzo problematico, solito portarsi sempre dietro una tartaruga, Wolfango, ragazzo violento e spacciatore di droga.
Rodolfo è fidanzato con Roberta ma i due sono in crisi da quando lei ha incominciato una relazione con Michele; una sera Sascia scopre la cosa ascoltando un dialogo tra i due nella palestra vuota, una volta che Michele si è allontanato aggredisce Roberta, accusandola di rovinare la vita al fratello e dopo averla picchiata la violenta.
All'arrivo di Rodolfo il fratello lo mette al corrente di quanto accaduto ed egli dapprima lo colpisce con un estintore e poi, sempre con lo stesso strumento, schiaccia la sua tartaruga. Nel frattempo Michele si trova in una discoteca in compagnia di due ragazze, Francesco e Wolfango lo convincono a recarsi in palestra dove Rodolfo lo attende, apparentemente per spiegarsi ma gli eventi precipitano e nell'improvvisato "incontro" Rodolfo uccide Michele e, dopo che tutti sono fuggiti, Wolfango trasporta il cadavere, forse con l'intenzione di buttarlo nel fiume.

## Curiosità
- Fu l'ultimo film del caratterista romano Mario Brega, morto tre anni dopo la fine delle riprese.